# Геде Оллгохах
Геде Оллгохах – (ірл. - Géde Ollgothach) – Геде Голосистий - верховний король Ірландії. Син верховного короля Ірландії Оллама Фотли (ірл. - Ollom Fotla). Час правління (відповідно до середньовічної ірландської історичної традиції): 880 — 863 до н. е. (відповідно до «Історії Ірландії» Джеффрі Кітінга) або 1241 — 1231 до н. е. відповідно до хроніки Чотирьох Майстрів. Прізвище його означає «Той, що володіє гучним голосом». Зайняв трон після загадкової смерті свого брата Сланолла, якого знайшли мертвим в ліжку в своєму палаці в Тарі. Легенди розповідають, що голос мій мав красивий як звук струн арф. Правив Ірландією чи то 7 чи то 10 років. Повідомлення про його смерть суперечливі. «Книга захоплень Ірландії» повідомляє, що його вбили. Але Джеффрі Кітінг та Чотири Майстри сумніваються в цьому. Після його смерті трон успадкував його племінник Фіаху Фіндойлхес (ірл. - Fíachu Findoilches) син Фіннахти Білосніжного. У деяких середньовічних ірландських трактатах повідомляється, що Геде Оллгохах мав ще інші імена - Cóir Anmann (Горіх Імен) та Ерімон (ірл. – Érimón). 